# 진해남중학교
진해남중학교(鎭海南中學校)는 대한민국 경상남도 창원시 진해구 경화동에 있는 사립 중학교이다.

## 학교 연혁
- 1946년 6월 11일 : 해성고등공민학교 개교
- 1954년 2월 27일 : 학교법인 성주학원 인가
- 1955년 2월 25일 : 보문중학교 설립인가
- 1969년 5월 10일 : 학교법인 성주학원 이인성 이사장 취임
- 1971년 2월 27일 : 교사 이전(창원시 진해구 병암북로 9길 (경화동))
- 1971년 3월 6일 : 교명 변경 인가 (새한중학교)
- 1974년 6월 3일 : 교명 변경 인가 (진해남중학교)
- 2015년 12월 9일 : 성주관(다목적 강당, 급식소) 완공
- 2018년 3월 1일 : 경남교육청 교육혁신 행복학교 운영(~'20. '21)
- 2020년 1월 9일 : 학교법인 성주학원 이사장 이삼섭 취임
- 2023년 3월 1일 : 제13대 교장 김광수 취임
- 2024년 1월 9일 : 제76회 졸업 200명(졸업생 총수 18,208명)

## 참고 자료
- 진해남중학교 - 한국교육학술정보원 학교알리미